# Звёздные войны: Сказания об Империи
«Звёздные во́йны: Сказа́ния об Империи» (англ. Star Wars: Tales of the Empire) — второй сезон американского анимационного телесериала-антологии «Звёздные войны: Сказания», созданный Дейвом Филони для стримингового сервиса Disney+. Является частью медиафраншизы «Звёздные войны». Первый сезон сериала, «Звёздные войны: Сказания о джедаях», вышел 26 октября 2022 года. Сериал спродюсирован студией Lucasfilm Animation, Филони является контролирующим режиссёром, Афина Иветт Портильо и Кэрри Бек — исполнительными продюсерами.
Сериал включает шесть короткометражных мультфильмов, выполненных в той же анимационной стилистике, что и другие мультсериалы Филони — «Звёздные войны: Войны клонов» и «Звёздные войны: Бракованная партия». Премьера всех эпизодов состоялась 4 мая 2024 года.

## Сюжет
Главные герои сериала — бывший джедай Баррисс Оффи и датомирская ведьма по имени Морган Элсбет.

## Список эпизодов
| № | Название                            | Режиссёр             | Автор сценария                                  | Дата премьеры |
| --- | ----------------------------------- | -------------------- | ----------------------------------------------- | ------------- |
| 1 | «The Path of Fear» «Путь страха»    | Натаниель Вильянуэва | Сюжет: Дейв Филони Сценарий: Аманда Роуз Муньос | 4 мая 2024    |
| Во время Войн клонов генерал Гривус и сепаратистская армия дроидов вырезают Ночных сестёр Датомира, за исключением Морган Элсбет , которую спасает соседний Горный клан. Вопреки желанию лидера клана, Матрона, Морган и трое молодых членов клана пытаются вернуть оружие Ночных сестёр. На них нападают дроиды, и дочь Матроны убивают. Матрона спасает остальных, но бросает Морган. |                                     |                      |                                                 |               |
| 2 | «The Path of Anger» «Путь гнева»    | Стюарт Ли            | Сюжет: Дейв Филони Сценарий: Аманда Роуз Муньос | 4 мая 2024    |
| Во время правления Империи Морган становится магистратом богатой ресурсами планеты Корвус и обещает принести рабочие места и процветание местному населению. Она проектирует новый истребитель TIE Defender , но её предложение сделать его для Империи отвергается моффом Исдейном. Адмирал Траун проявляет интерес к предложению и отправляет своего убийцу, Рукха , атаковать Морган. После того, как она отбивается, Траун принимает её проект и предлагает свою помощь.               |                                     |                      |                                                 |               |
| 3 | «The Path of Hate» «Путь ненависти» | Натаниель Вильянуэва | Сюжет: Дейв Филони Сценарий: Аманда Роуз Муньос | 4 мая 2024    |
| После падения Империи бывшая гражданка Корвуса Надура возвращается в качестве посла Новой Республики . Она требует, чтобы Моргана ушла с поста магистрата из-за её плохого обращения с местными жителями и позволила Корвусу присоединиться к Новой Республике. Морган, получившая видение, которое, по её мнению, является ключом к будущему, убивает Надуру и начинает сжигать леса Корвуса. Перед смертью Надура посылает сигнал бедствия Бо-Катан Крайз .                              |                                     |                      |                                                 |               |
| 4 | «Devoted» «Преданный»               | Сол Руис             | Сюжет: Дейв Филони Сценарий: Николас Анастасуи  | 4 мая 2024    |
| После Приказа 66 и реорганизации Галактической Республики в Империю, бывший джедай Баррисс Оффи , которая отбывает пожизненное заключение после того, как предала Орден джедаев и напала на Храм джедаев, доставлена в строящуюся Крепость Инквизиторий для обучения у Великого Инквизитора . После того, как она убивает на дуэли своего товарища-новобранца, Баррисс приветствуют как Инквизитора и знакомят с её новым хозяином, лордом ситхов Дартом Вейдером.                         |                                     |                      |                                                 |               |
| 5 | «Realization» «Реализация»          | Стюарт Ли            | Сюжет: Дейв Филони Сценарий: Мэтт Михновец      | 4 мая 2024    |
| Баррисс и Четвёртая сестра , ещё один инквизитор, отправляются на поиски скрывающегося джедая. Они допрашивают нескольких жителей деревни и узнают, что джедай находится на близлежащей горе. Баррисс разочаровывается в Империи, когда Четвёртая сестра убивает жителей деревни, а затем убивает джедаев после того, как Баррисс убеждает их сдаться. Баррисс использует Силу, чтобы столкнуть Четвёртую сестру с горы, а затем помогает раненому джедаю.                                 |                                     |                      |                                                 |               |
| 6 | «The Way Out» «Выход»               | Натаниель Вильянуэва | Сюжет: Дейв Филони Сценарий: Мэтт Михновец      | 4 мая 2024    |
| Спустя годы после ухода от инквизиторов Баррисс стала целительницей и учительницей. К ней приходит семья, которая пытается защитить своего чувствительного к Силе ребёнка от Четвёртой сестры, которая следует за ними. Баррисс заманивает Четвёртую сестру в лабиринт, когда семья сбегает, и пытается убедить её перейти на светлую сторону Силы. Когда она случайно пронзает Баррисс световым мечом , Четвёртая сестра чувствует сожаление и решает отнести Баррисс в безопасное место. |                                     |                      |                                                 |               |

| # | № | Время событий   |
| - | - | --------------- |
| 1 | 1 | 20 ДБЯ          |
| 2 | 4 | 19 ДБЯ          |
| 3 | 5 | 19 ДБЯ          |
| 4 | 2 | Между 9 и 2 ДБЯ |
| 5 | 6 | Между 3 и 0 ДБЯ |
| 6 | 3 | Между 5 и 9 ПБЯ |